# Мідний каньйон
27°30′58″ пн. ш. 107°45′57″ зх. д. / 27.516111° пн. ш. 107.765833° зх. д.
Мі́дний каньйо́н (ісп. Barranca del Cobre) — група каньйонів, що складаються з 6 окремих каньйонів в горах Сьєрра Тараумара в південно-західній частині мексиканського штату Чіуауа. Вся система каньйонів більша і подекуди глибша, ніж Великий каньйон, хоча останній і найбільший з окремих каньйонів.
Через систему проходить залізниця Чіуауа-аль-Пасіфіко, відома за прізвиськом «Чепе» (Chepe). Ця залізниця важлива для місцевих жителів, оскільки допомагає привертати туристів.
Значна частина території системи захищена у Національному парку Мідний Каньйон (Parque Nacional del Cobre).
На території каньйону мешкає індіанське плем'я Рарамурі (Raramuri або Tarahumara).